# Megint 48 óra
A Megint 48 óra (eredeti cím: Another 48 Hrs.) 1990-ben bemutatott amerikai akció-haver-zsarufilm, a 48 óra című film folytatása, Walter Hill rendezésében. A főszerepet Eddie Murphy, Nick Nolte, Brion James, Andrew Divoff és Ed O'Ross játssza. 1990. június 8-án mutatták be.

## Rövid történet
Jack Cates felügyelő ismét segítségül hívja a volt fegyenc Reggie Hammondot - ezúttal a Jegesembert, a San Francisco-öböl környékén tevékenykedő könyörtelen drogbárót akarja elkapni.

## Cselekmény
A film három motoros találkozásával kezdődik egy eldugott sivatagi bárban. Egyikük felbérli a többieket, hogy öljék meg Reggie Hammondot. A bárba rendőrök látogatnak el, akiket a motorosok lelőnek. Röviddel ezután a bár tulajdonosát is lelövik.
A veterán San Franciscó-i rendőrfelügyelő, Jack Cates már négy éve üldözi a „Jegesember” néven ismert drogdílert. A Hunter's Point versenypályán Jack szembekerül Tyrone Burroughs-szal és Arthur Brockkal. Jack megöli Brockot, de Burroughs elmenekül. Annak ellenére, hogy Brockot önvédelemből ölte meg, Jack ellen nyomozás indul, mivel Brock fegyverét nem találják a helyszínen. Blake Wilson, a belső ügyosztály vezetője elhatározza, hogy harmadfokú emberölés vádjával vádat emel Jack ellen.
Jack talál egy képet, amely bizonyítja, hogy a Jeges vérdíjat tűzött ki Reggie Hammond fejére, akit a tervek szerint másnap engednek ki a börtönből.
Reggie letöltötte a börtönbüntetését (egy olyan bűncselekményért, amiben teljes ártatlanságát hangoztatja), és a tervek szerint szabadon engedik. Jack megpróbálja meggyőzni Reggie-t, hogy segítsen neki tisztára mosni a nevét és megtalálni a Jegest. Reggie arra kéri Jacket, hogy adja át neki az 500.000 dollárt, amelyet Jack őriz a számára. Jack nem hajlandó odaadni Reggie-nek a pénzt, hacsak Reggie nem segít neki.
Miután a Reggie-t szállító buszt két motoros megtámadja, és Jacket meglőtték, Jack úgy kényszeríti Reggie-t, hogy segítsen neki, hogy a kórházban az ő felügyeletére bízzák Reggie-t.
Reggie felismeri a két motoros egyikében Richard „Cherry” Ganzot, Albert Ganz testvérét, a szökött fegyencet, akit Jack évekkel korábban megölt. Cherry és társa, Willie Hickok a bérgyilkosok, akiket Reggie megölésére béreltek fel. Burroughs, aki a Jegesnek dolgozik, biztosításként próbálta felbérelni Brockot, arra az esetre, ha Cherry és Hickok kudarcot vallana. Amikor a Jeges meggyilkolja Hickok elsődleges kapcsolattartóját, Malcolm Price-t, Hickok megöli Burroughst, miután utóbbi felfedi, hogy a Jeges társa.
Reggie arra a következtetésre jut, hogy a Jeges biztos egy zsaru, mert előre tudja a lépéseiket, és úgy tűnik, hogy valaki szabotálja a nyomozásukat. Jack azonnal Wilsonra gyanakszik, és megtámadja, de Reggie megállítja, és biztosítja, hogy nem ő a Jegesember.
Reggie-t Cherry és Hickok elfogja, Jack pedig szembeszáll a két bűnözővel egy helyi szórakozóhelyen, ahol Ben Kehoe-ról – Jack barátja és rendőrtársa – kiderül, hogy ő a Jeges, és egy másik nyomozó, Frank Cruise pedig a bűntársa. Lövöldözés következik, amelyben Jack megsebesíti Hickokot és megöli Cruise-t. Miután Hickok és Cherry is meghalt, Reggie-t Kehoe maga előtt tartja, és emberi pajzsként használja. Reggie szarkasztikusan könyörög Jacknek, hogy lője le. Jack ezt meg is teszi, Reggie vállába lő, megsebesíti és lerántja Kehoe-ról. Jack ezután lelövi Kehoe-t, és megöli. Mielőtt Reggie-t kórházba szállítják, Jackkel váltanak néhány búcsúszót. Amikor a mentőautó Reggie-vel távozik, Jack rájön, hogy Reggie ellopta az öngyújtóját, ahogy az előző film végén is megpróbálta, de ezúttal sikerrel.
Jack továbbra is rettegett és elismert zsaruként dolgozhat, Reggie pedig végre szabad. Jack átadja neki a nagy összegű pénzt is, amit a Jegesember embereitől lopott el.

## Szereplők
| Szerep                 | Színész                | 1. magyar hang  | 2. magyar hang    |
| ---------------------- | ---------------------- | --------------- | ----------------- |
| Reggie Hammond         | Eddie Murphy           | Dörner György   | Dörner György     |
| Jack Cates felügyelő   | Nick Nolte             | Bujtor István   | Vass Gábor        |
| Ben Kehoe felügyelő    | Brion James            | Márton András   | Barbinek Péter    |
| Blake Wilson hadnagy   | Kevin Tighe            | Konrád Antal    | Czvetkó Sándor    |
| Frank Cruise felügyelő | Ed O'Ross              | Szersén Gyula   | Sörös Sándor      |
| Willie Hickok          | David Anthony Marshall | Gáspár Sándor   | Haás Vander Péter |
| Richard 'Cherry' Ganz  | Andrew Divoff          | Hegedűs D. Géza | Galambos Péter    |
| Kirkland Smith         | Bernie Casey           | Csikos Gábor    | Varga T. József   |
| Tyrone Burroughs       | Brent Jennings         | Mihályi Győző   | Széles Tamás      |
| Malcolm Price          | Ted Markland           | Ujlaki Dénes    | Hankó Attila      |
| Amy Smith              | Tisha Campbell         | Szerencsi Éva   |                   |

## Számlista
1. "The Boys Are Back In Town" – Jesse Johnson 4:01
2. "Give It All You Got" – Curio 4:37
3. "I Just Can't Let It End" – Curio 3:52
4. Another 48 Hrs., film score~The Courthouse – James Horner 3:18
5. Another 48 Hrs., film score~Main Title – James Horner 4:11
6. Another 48 Hrs., film score~King Mei Shootout – James Horner 7:36
7. Another 48 Hrs., film score~Birdcage Battle – James Horner 4:43
8. I'll Never Get You Out of This World Alive – Michael Stanton 2:25

## Bevétel
A film bevételi szempontból sikeresebben teljesített, mint az előző rész; 72,7 millió dollárt keresett csak a külföldi piacokon, összesen 153,5 millió dollárt gyűjtött.

## Fordítás
- Ez a szócikk részben vagy egészben  az   Another 48 Hrs. című angol Wikipédia-szócikk fordításán alapul.  Az eredeti cikk szerkesztőit annak laptörténete sorolja fel. Ez a jelzés csupán a megfogalmazás eredetét és a szerzői jogokat jelzi, nem szolgál a cikkben szereplő információk forrásmegjelöléseként.
- Ez a szócikk részben vagy egészben  az   Ancora 48 ore című olasz Wikipédia-szócikk fordításán alapul.  Az eredeti cikk szerkesztőit annak laptörténete sorolja fel. Ez a jelzés csupán a megfogalmazás eredetét és a szerzői jogokat jelzi, nem szolgál a cikkben szereplő információk forrásmegjelöléseként.